# Belägringen av Stade
Belägringen av Stade utspelades vid den svenskkontrollerade staden Stade i Bremen-Verden, under det stora nordiska kriget. Det började den 7 augusti 1712 och pågick fram till den 7 september samma år, då den svenska garnisonen kapitulerade för kung Fredrik IVs danska armé.